# Oreochromis jipe
Oreochromis jipe är en fiskart som först beskrevs av Lowe, 1955.  Oreochromis jipe ingår i släktet Oreochromis och familjen Cichlidae. IUCN kategoriserar arten globalt som akut hotad. Inga underarter finns listade i Catalogue of Life.